# 水鼓舞 (德昂族)
水鼓舞，是德昂族的传统舞蹈，德昂语称“格楞当”:47，意为“大鼓”。古代水鼓舞是祭祀活动舞蹈，也有通风报信的功能。现代水鼓于1991年从云南省瑞丽市的德昂村寨南桑寨挖掘出来，经民间艺人创新，一般在德昂族浇花节庆典中表演:449，2014年列入第四批国家级非物质文化遗产项目名录。

## 水鼓
在传说中，水鼓源于一位名为“阿国龙扎”的勇士，他打死了两只为害一方的虎精，将虎皮剥下，绷在空心楠木树干的两头，村民对虎精深恶痛绝，每天用石头、木棒击打虎皮鼓，发出巨大响声。几天后虎皮干了，声音不再响亮，于是村民把水泼到鼓上，水润湿鼓面、渗入鼓中，再次击打声音又变洪亮。村民发现虎皮鼓的声音能够振奋人心，后来模仿虎皮鼓的样式，制作了水鼓。
水鼓制作使用梧桐树、芒果树或椿树，将树干掏空，两端一头大一头小，蒙上牛皮或其他兽皮，一般鼓长100至120厘米，大的一端鼓面直径50至60厘米，小的一端25至30厘米。鼓身中部开有圆孔，在使用前向圆孔中倒入清水，因此称为水鼓。

## 舞蹈
水鼓舞以水鼓为道具，在德昂族传统舞蹈“龙阳舞”的基础上发展而来。因鼓中注入清水，较为笨重，一般的水鼓约有二十公斤重，表演者将鼓挎在脖子上，鼓置于身前，身体向后倾斜，边敲边跳。表演者一手持鼓槌敲击大的一端，小的一端则由另一只手拍击。传统水鼓舞为独舞，但很少有艺人能掌握独舞技巧，截止2014年仅剩芒市三台山德昂族乡老艺人李腊补会跳。现代表演多为集体水鼓舞，共五人组成，一人提水鼓，二人提大中锣，二人提镲，有多种步法。

## 传承现状
据德宏师专学者2014年走访调查，中国与缅甸的德昂族村寨中，仅瑞丽市南桑寨有两位缅甸籍艺人懂得制作水鼓。在大众传媒及新时代文化的影响下，德昂族传统文化受到严重冲击，不仅懂得制作水鼓的艺人稀少，能跳水鼓舞的德昂族人民也已不多。